# William E. Wing

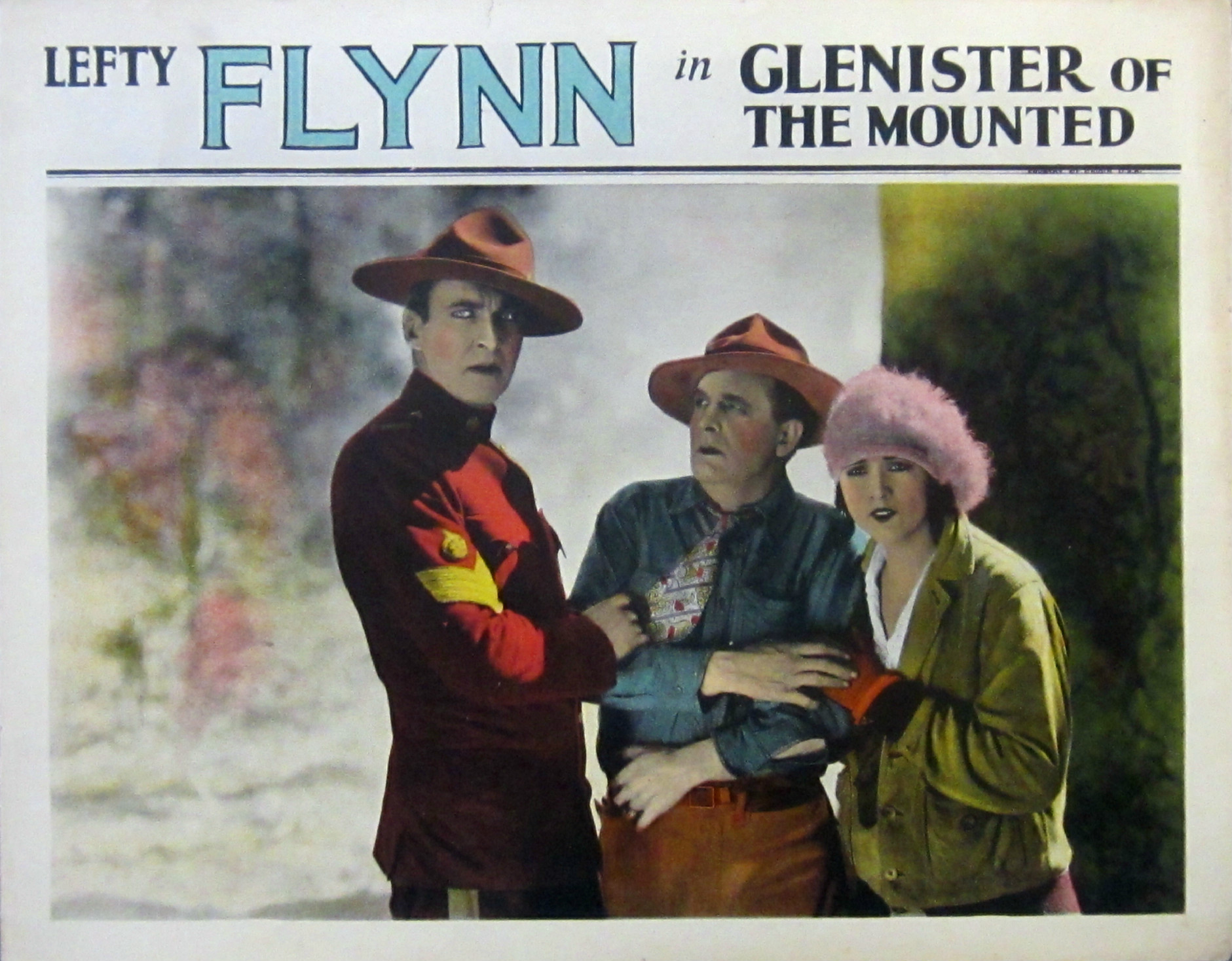

William E. Wing (1869 – Los Angeles, 10 marzo 1947) è stato uno sceneggiatore statunitense che lavorò nel cinema all'epoca del muto usando anche i nomi di W.E. Wing e di W.C. Wing.

## Biografia
Nacque nel Maine, nel 1869. Nella sua carriera di sceneggiatore, iniziata negli anni dieci del Novecento, si contano oltre un centinaio di film. Nel 1915, il suo nome appare anche come regista di un'unica pellicola, il cortometraggio Who Wants to Be a Hero? prodotto dalla Selig, una casa di produzione per cui Wing lavorò a lungo.
Wing morì a Los Angeles il 10 marzo 1947 a 77 anni.

## Filmografia

### Sceneggiatore

#### 1912
- The Vagabonds, regia di Otis B. Thayer - cortometraggio (1912)
- Tomboy Bessie, regia di Mack Sennett - cortometraggio (1912)
- Willie Becomes an Artist, regia di Mack Sennett - cortometraggio (1912)
- The Hat, regia di Rollin S. Sturgeon - cortometraggio (1912)

#### 1913
- Polly at the Ranch, regia di Rollin S. Sturgeon - cortometraggio (1913)
- All Hail to the King, regia di Dell Henderson - cortometraggio (1913)
- Bedelia Becomes a Lady, regia di Rollin S. Sturgeon - cortometraggio (1913)
- He Had a Guess Coming, regia di Rollin S. Sturgeon - cortometraggio (1913)
- The Power That Rules, regia di Rollin S. Sturgeon - cortometraggio (1913)
- Frappe Love
- The Sea Maiden, regia di Rollin S. Sturgeon - cortometraggio (1913)
- The Wrong Pair, regia di Rollin S. Sturgeon - cortometraggio (1913)
- Olaf-An Atom, regia di Anthony O'Sullivan - cortometraggio (1913)
- Red Hicks Defies the World
- Jenks Becomes a Desperate Character, regia di Dell Henderson (1913)
- Death's Marathon, regia di David W. Griffith (1913)
- A Compromising Complication
- When Men Forget, regia di Colin Campbell (1913)
- The Courage of the Commonplace, regia di Rollin S. Sturgeon (1913)
- Among Club Fellows
- A Woman in the Ultimate
- Nan of the Woods, regia di Fred Huntley - cortometraggio (1913)
- Bumps and Willie, regia di Fred Huntley - cortometraggio (1913)
- The Spell of the Primeval, regia di Edward LeSaint - cortometraggio (1913)
- The Race, regia di Robert Thornby (1913)
- The Bridge of Shadows, regia di Fred Huntley - cortometraggio (1913)
- As a Father Spareth His Son, regia di Fred Huntley - cortometraggio (1913)
- The Woman of the Mountains, regia di Edward LeSaint - cortometraggio (1913)
- Big Jim of the Sierras, regia di Edward LeSaint - cortometraggio (1913)
- The Dandling Noose, regia di Edward LeSaint - cortometraggio (1913)
- Terrors of the Jungle, regia di Colin Campbell - cortometraggio (1913)
- Hope, regia di Colin Campbell - cortometraggio (1913)
- Between the Rifle Sights, regia di Edward LeSaint - cortometraggio (1913)
- Phantoms, regia di Colin Campbell - cortometraggio (1913)
- By Man's Law
- The Supreme Moment, regia di Edward LeSaint - cortometraggio (1913)
- His Sister, regia di Edward LeSaint - cortometraggio (1913)

#### 1914
- Unto the Third and Fourth Generation, regia di Edward LeSaint - cortometraggio (1914)
- The Mystery of the Milk - cortometraggio (1914)
- Blue Blood and Red, regia di Edward LeSaint - cortometraggio (1914)
- Bringing Up Hubby, regia di Francis J. Grandon - cortometraggio (1914)
- The Love of Tokiwa, regia di Ulysses Davis (1914)
- The Heart of Maggie Malone, regia di Edward LeSaint - cortometraggio (1914)
- The Mistress of His House, regia di Edward LeSaint - cortometraggio (1914)
- King Baby's Birthday, regia di Norval MacGregor - cortometraggio (1914)
- The Fire Jugglers, regia di Edward LeSaint - cortometraggio (1914)
- Red Head Introduces Herself, regia di Norval MacGregor - cortometraggio (1914))
- Red Head and Ma's Suitors, regia di Norval MacGregor - cortometraggio (1914)
- Mike the Avenger - cortometraggio (1914)
- The Mother of Seven, regia di Norval MacGregor - cortometraggio (1914)
- Marian, the Holy Terror, regia di William Duncan - cortometraggio (1914)
- The Girl Behind the Barrier, regia di Edward LeSaint - cortometraggio (1914)
- Eugenics at Bar 'U' Ranch, regia di Marshall Farnum - cortometraggio (1914)
- When the Night Call Came, regia di Edward LeSaint - cortometraggio (1914)
- How Lone Wolf Died, regia di Marshall Farnum - cortometraggio 1914
- Reporter Jimmie Intervenes, regia di Edward LeSaint - cortometraggio (1914)
- Did She Cure Him?, regia di Norval MacGregor - cortometraggio (1914)
- Wiggs Takes the Rest Cure, regia di Francis J. Grandon - cortometraggio (1914)
- In Wolf's Clothing, regia di Robert G. Vignola - cortometraggio (1914)
- A Woman Laughs, regia di Norval MacGregor - cortometraggio (1914)
- The Reporter on the Case, regia di Edward LeSaint - cortometraggio (1914)
- The Jungle Samaritan, regia di Norval MacGregor - cortometraggio (1914)
- When a Woman's 40, regia di E.A. Martin - cortometraggio (1914)
- A Low Financier, regia di Norval MacGregor - cortometraggio (1914)
- The House That Went Crazy, regia di Harry Jackson - cortometraggio (1914)
- Oh! Look Who's Here!, regia di Norval MacGregor - cortometraggio (1914)
- The Livid Flame, regia di Francis J. Grandon - cortometraggio (1914)
- Her Victory Eternal, regia di E.A. Martin - cortometraggio (1914)
- At the Transfer Corner, regia di Norval MacGregor (1914)
- Unrest, regia di Tom Santschi - cortometraggio (1914)
- Her Sister, regia di Edward LeSaint - cortometraggio (1914)

#### 1915
- She Wanted to Be a Widow, regia di Norval MacGregor - cortometraggio, soggetto (1915)
- The Perfumed Wrestler, regia di Norval MacGregor - cortometraggio, soggetto (1915)
- And Then It Happened, regia di Norval MacGregor - cortometraggio (1915)
- The Puny Soul of Peter Rand, regia di Francis J. Grandon - cortometraggio (1915)
- The Clam-Shell Suffragettes - cortometraggio (1915)
- The Angel of Spring, regia di Guy Oliver - cortometraggio (1915)
- The War o' Dreams, regia di E.A. Martin - cortometraggio (1915)
- The Melody of Doom, regia di Frank Beal - cortometraggio (1915)
- The Agony of Fear, regia di Giles Warren - cortometraggio (1915)

#### 1916
- The Desert Calls Its Own, regia di Tom Mix - cortometraggio (1916)
- The Grinning Skull, regia di George Nichols - cortometraggio (1916)
- The Hoyden, regia di David Smith (1916)
- Sold for Marriage
- Her Loving Relations, regia di David Smith (1916)
- Ashes, regia di William Wolbert (1916)
- Casey at the Bat, regia di Lloyd Ingraham (1916)
- The Return, regia di Thomas N. Heffron - cortometraggio (1916)
- The Far Country, regia di Frank Beal - cortometraggio (1916)
- His Wedding Night
- A Brass-Buttoned Romance
- The Microscope Mystery

#### 1917
- Black Hands and Soapsuds, regia di Al E. Christie (1917)
- No Place Like Home, regia di Norval MacGregor - cortometraggio (1917)
- Between Man and Beast, regia di Colin Campbell - cortometraggio (1917)

#### 1918
- Social Ambition, regia di Wallace Worsley (1918)
- The Brazen Beauty, regia di Tod Browning (1918)
- The Lure of the Circus, regia di J.P. McGowan - serial (1918)
- Hugon, the Mighty, regia di Rollin S. Sturgeon (1918)
- Let's Fight, regia di Ben F. Wilson (1918)

#### 1919
- Vengeance and the Girl, regia di Leon De La Mothe - cortometraggio (1919)

#### 1920
- Before the White Man Came, regia di John E. Maple (1920)
- Vanishing Trails, regia di Leon De La Mothe - serial cinematografico (1920)
- The Galloping Devil, regia di Nate Watt (1920)

#### 1921
- The Fighting Stranger, regia di Webster Cullison (1921)
- The Show Down, regia di William James Craft (1921)
- The Hunger of the Blood, regia di Nate Watt (1921)
- The Last Chance, regia di Webster Cullison (1921)
- The Struggle, regia di Otto Lederer (1921)
- The Raiders, regia di Nate Watt (1921)

#### 1923
- His Mystery Girl, regia di Robert F. Hill (1923)

#### 1924
- The Breathless Moment, regia di Robert F. Hill (1924)
- The Bull Tosser, regia di Edward Laemmle (1924)
- The Iron Man, regia di Jay Marchant (1924)
- Reckless Speed, regia di William James Craft (1924)
- The Riddle Rider, regia di William James Craft (1924)
- Battling Mason, regia di William James Craft e Jack Nelson (1924)

#### 1925
- Vic Dyson Pays, regia di Jacques Jaccard (1925)
- Sand Blind, regia di Jacques Jaccard (1925)
- Savages of the Sea, regia di Bruce Mitchell (Bruce M. Mitchell) (1925)
- The Coast Patrol, regia di Bud Barsky (1925)
- Makers of Men, regia di Forrest Sheldon (1925)
- Perils of the Rail, regia di J.P. McGowan (1925)
- The Raid, regia di Ernst Laemmle (1925)
- Speed Madness, regia di Bruce M. Mitchell (come Bruce Mitchell) (1925)
- No Man's Law, regia di Del Andrews (1925)

#### 1926
- Born to Battle, regia di Robert De Lacey (1926)
- Hands Across the Border, regia di David Kirkland (1926)
- Glenister of the Mounted , regia di Harry Garson (1926)
- The Masquerade Bandit, regia di Robert De Lacey (1926)
- The Two-Gun Man, regia di David Kirkland (1926)

#### 1927
- Tarzan and the Golden Lion
- The King of the Jungle

### Regista
- Who Wants to Be a Hero? - cortometraggio (1915)